# وتلانا خوخلووا
وتلانا خوخلووا (به انگلیسی: Svetlana Khokhlova) (زادهٔ ۲ اکتبر ۱۹۸۴) شناگر اهل بلاروس است.